# Tân Hiệp (Long Thành)
Tân Hiệp is een xã in het district Long Thành, een van de negen districten van de provincie Đồng Nai. Het is een van de veertien xã's in het district. De provincie ligt in een regio van Vietnam, dat ook wel Đông Nam Bộ wordt genoemd.